# Soziale Inklusion

Veranschaulichung verschiedener Konzepte des Zusammenlebens

Die Forderung nach sozialer Inklusion ist verwirklicht, wenn jeder Mensch in seiner Individualität von der Gesellschaft akzeptiert wird und die Möglichkeit hat, in vollem Umfang an ihr teilzuhaben oder teilzunehmen. Unterschiede und Abweichungen werden im Rahmen der sozialen Inklusion bewusst wahrgenommen, aber in ihrer Bedeutung eingeschränkt oder gar aufgehoben. Ihr Vorhandensein wird von der Gesellschaft weder in Frage gestellt noch als Besonderheit gesehen. Das Recht zur Teilhabe wird sozialethisch begründet und bezieht sich auf sämtliche Lebensbereiche, in denen sich alle barrierefrei bewegen können sollen.
Inklusion beschreibt dabei die Gleichwertigkeit eines Individuums, ohne dass dabei Normalität vorausgesetzt wird. Normal ist vielmehr die Vielfalt, das Vorhandensein von Unterschieden. Die einzelne Person ist nicht mehr gezwungen, nicht erreichbare Normen zu erfüllen, vielmehr ist es die Gesellschaft, die Strukturen schafft, in denen sich Personen mit Besonderheiten einbringen und auf die ihnen eigene Art wertvolle Leistungen erbringen können. Ein Beispiel für Barrierefreiheit ist, jedes Gebäude rollstuhlgerecht zu gestalten. Aber auch Barrieren im übertragenen Sinn können abgebaut werden.
Die 2015 von den Vereinten Nationen (UN) verabschiedeten 17 Ziele für nachhaltige Entwicklung nennen Inklusion unter mehreren Punkten, z. B. 4, Ensure inclusive and quality education for all and promote lifelong learning („Gewährleistung einer inklusiven und hochwertigen Bildung für alle und Förderung lebenslangen Lernens“), 11: Make cities inclusive, safe, resilient and sustainable („Städte inklusiv, sicher, belastbar und nachhaltig machen“) oder 16: Promote just, peaceful and inclusive societies („Förderung gerechter, friedlicher und inklusiver Gesellschaften“).

## Anwendungsgebiete

### Zielsetzung eines verstärkten Zugehörigkeitsgefühls
Eine zentrale Bedeutung hat das Prinzip der sozialen Inklusion in der UN-Behindertenrechtskonvention. In der Präambel (lit. m) wird auch die Zielsetzung eines verstärkten Zugehörigkeitsgefühls (englisch enhanced sense of belonging) aufgeführt. Hiermit hat ein neuer Begriff Eingang in die Menschenrechtsdiskussion gefunden, der gegen die Unrechtserfahrung gesellschaftlicher Ausgrenzung eine freiheitliche und gleichberechtigte soziale Inklusion einfordert.

### Soziale Inklusion und soziale Exklusion
Inklusion hebt die folgenden sechs Formen sozialer Exklusion auf.
- Exklusion vom Arbeitsmarkt
- ökonomische Exklusion
- institutionelle Exklusion
- Exklusion durch soziale Isolierung
- kulturelle Exklusion
- räumliche Exklusion.

#### Inklusiver Arbeitsmarkt
Die Europäische Kommission definiert den Begriff „inklusiver Arbeitsmarkt“ mit den Worten: „Arbeitsmärkte sind inklusiv, wenn alle Menschen im erwerbsfähigen Alter, insbesondere gefährdete und benachteiligte Menschen, eine hochwertige, bezahlte Beschäftigung ausüben können.“

### Soziale Inklusion als sozialpolitisches Konzept
Dort, wo Inklusion als sozialpolitisches Konzept gelingt, werden separierende Einrichtungen überflüssig. Das Prinzip Inklusion drückt umfassende Solidarität mit Menschen aus, die zwar einen Hilfebedarf haben, aber eben oft nicht in einem umfassenden Sinn „hilfsbedürftig“ sind (etwa im Sinne des Merkzeichens „H“ im Schwerbehindertenrecht). Soziale Inklusion bedeutet, heute bestehende Sondereinrichtungen wie Heime für Menschen mit Behinderung zu verändern. Soziale Inklusion dient der Norm der Gleichstellung.
Inklusion betrifft alle Lebensbereiche und damit neben dem im nächsten Abschnitt angerissenen und zumeist in den Blick genommenen schulischen Bereich auch die Bereiche Arbeiten, Wohnen und Freizeit.

### Schulische Inklusion
Am 6. Juni 2008 fand im Kleisthaus Berlin auf Einladung der damaligen Beauftragten der Bundesregierung für die Belange behinderter Menschen Karin Evers-Meyer eine Expertenanhörung zum Thema Schulische Inklusion als Weg in den ersten Arbeitsmarkt – soziale Bedeutung und ökonomische Perspektiven statt.
Die Behindertenbeauftragte forderte dabei: „Sonderwege und Sonderwelten für behinderte Menschen gehören auf den Prüfstand“. Denn mit einer Integrationsquote von rund 13 Prozent liege Deutschland im Vergleich mit seinen westlichen Nachbarn „seit Jahrzehnten weit abgeschlagen auf hinteren Plätzen.“ Letztlich, so die Überzeugung der Behindertenbeauftragten, könne erfolgreiche Integration behinderter Menschen nur in einem inklusiven Umfeld gelingen. „Wer aussortiert, der stigmatisiert nicht nur bestimmte Gruppen, er muss diese später mühsam wieder integrieren. Ich plädiere daher für ein inklusives Bildungs- und Berufsumfeld von Beginn an.“
Diese Argumentation wird durch ein Gutachten der Max-Traeger-Stiftung der deutschen Gewerkschaft Erziehung und Wissenschaft (GEW) gestützt: Zu klären sei, „ob das deutsche selektive Schulsystem gleichzeitig inklusiv sein kann und ob die vorhandenen rechtlichen Grundlagen es ermöglichen, ein inklusives Bildungssystem zu entwickeln.“ Am 26. März 2009 erlangte die UN-Behindertenrechtskonvention in Deutschland Rechtskraft; seitdem haben Eltern behinderter Kinder das Recht und nach Ansicht vieler Interpreten der Konvention auch die Aufgabe, im Namen ihrer Kinder eine Beschulung an einer Regelschule durchzusetzen.
Die von der niedersächsischen Landesregierung einberufene „Fachkommission Inklusion“ fordert in ihrem im Oktober 2016 veröffentlichten Aktionsplan Ziele und Maßnahmen zur Umsetzung der UN-Behindertenrechtskonvention in Niedersachsen: „Alle Schülerinnen und Schüler besuchen die allgemeine Regelschule und werden von Lehrerinnen und Lehrern unterrichtet.“

### Soziale Inklusion, Begriffserweiterung
Soziale Inklusion betrifft keineswegs nur Menschen mit Behinderungen, sondern auch Senioren, Migranten, Kinder und Jugendliche mit besonderen Herausforderungen usw. Eine Inklusionsmaßnahme bestünde z. B. darin, Asylbewerber gar nicht erst in eigens für sie eingerichteten Heimen unterzubringen. Als Gruppen, die durch Weiterbildungsmaßnahmen inkludiert werden müssten, bezeichnet das Deutsche Institut für Erwachsenenbildung „Migrant/inn/en, Geringqualifizierte, Langzeitarbeitslose und funktionale Analphabeten“.

### Projekte
Eine besondere Form der sozialen Inklusion stellen Arrangements dar, in denen das Konzept „Behinderung“ in Frage gestellt wird, wie in Dunkelrestaurants, in denen sich Sehende als die eigentlichen Menschen mit Defiziten erweisen. Sehende können wegen der Dunkelheit ihr Nicht-Sehen-Können, anders als blinde Menschen, nicht kompensieren. Bei Rollstuhlball-Spielen zwischen gelähmten und „normalen“ Sportlern finden sich die rollstuhlgewöhnten Benutzer besser in die Handhabung.
Soziale Exklusion von Jugendlichen, die durch Langzeit- oder gar Dauerarbeitslosigkeit bedroht sind, greift das Projekt YUSEDER (Youth Unemployment and Social Exclusion: Dimensions, Subjective Experiences and Institutional Responses in Six Countries of the EU) der Europäischen Union auf.
Wohnprojekte, die mit dem Begriff der Inklusion werben und generationenübergreifend oder gemeinschaftlich für Menschen mit oder ohne besondere Herausforderungen arbeiten, inkludieren ihre Beteiligten.
Die Montag-Stiftung Jugend und Gesellschaft entwickelte 2011 einen Kommunalen Index für Inklusion. Bereits 2003 war der Index für Inklusion erschienen, dies ist ein Fragenkatalog zur Standortbestimmung einer Schule auf dem Weg zur inklusiven Bildung in Deutschland. Die Montag Stiftung Jugend und Gesellschaft mit Gemeinnützigkeitsstatus hat dazu ein Arbeitsbuch „Kommunaler Index für Inklusion“ herausgegeben. Anhand eines ausführlichen Fragenkatalogs in Kategorien (Kultur, Strukturen und Praktiken) kann der Stand politischer Kommunen bei der Umsetzung sozialer Inklusion ermittelt werden.
In einer vom Bundesministerium für Bildung und Forschung geförderte Studie unter dem Titel Entwicklung eines Modells zur gesellschaftlichen Teilhabe von Menschen mit Demenz im Museumsraum entwickelten Hamburger Wissenschaftler beispielhaft ein Konzept zur Inklusion alterskranker Menschen. An der Studie nahmen bundesweit 12 renommierte Museen teil.

### Ausbildungsgänge
An der Evangelischen Fachhochschule Rheinland-Westfalen-Lippe in Bochum gibt es einen Masterstudiengang Soziale Inklusion: Gesundheit und Bildung.

## Auszeichnungen
Zur Förderung der Inklusion bestimmter oder aller Gruppen werden Preise vergeben. Bekannteste dieser Art sind der bayerische JobErfolg und der Inklusionspreis Berlin.

## Kritik
Eine fundamental kritische Bestandsaufnahme der Inklusionspolitik und der Ideologien in Wissenschaft und Gesellschaft darüber liefert S. Cechura in seinem Buch Inklusion: Die Gleichbehandlung Ungleicher – Recht zur Teilhabe an der Konkurrenz.
Im Jahr 2018 ernannte die Initiative Nachrichtenaufklärung das Thema „Inklusion der Arbeitswelt“ zum Top-Thema, das von den deutschen Massenmedien vernachlässigt wurde. „Im Allgemeinen [wird] eher regional über erfolgreiche Inklusion mit dem Fokus auf Inklusion in Schulen berichtet.“